# يوغي تاكاهاشي
يوغي تاكاهاشي (باليابانية: 高橋悠治؛ بالكانا: たかはし ゆうじ) هو عازف بيانو وملحن ياباني، ولد في 21 سبتمبر 1938 في طوكيو في اليابان.

## وصلات خارجية
- الموقع الرسمي
- يوغي تاكاهاشي على موقع IMDb (الإنجليزية)
- يوغي تاكاهاشي على موقع ميوزك برينز (الإنجليزية)
- يوغي تاكاهاشي على موقع أول ميوزيك (الإنجليزية)
- يوغي تاكاهاشي على موقع ديسكوغز (الإنجليزية)
- يوغي تاكاهاشي على موقع قاعدة بيانات الفيلم (الإنجليزية)